# Bakonyoszlop
Bakonyoszlop (vyslovováno [bakoňoslop], německy Oßlipp) je vesnice v Maďarsku v župě Veszprém, spadající pod okres Zirc. Nachází se u Bakoňského lesa, asi 12 km severovýchodně od Zirce. V roce 2015 zde žilo 420 obyvatel. Dle údajů z roku 2011 tvoří 85,8 % obyvatelstva Maďaři, 12,6 % Němci, 0,2 % Romové a 0,2 % Rumuni.
Sousedními vesnicemi jsou Bakonyszentkirály a Dudar.